# راپیلوود هلدینگ
راپیلوود هلدینگ (انگلیسی: Ripplewood Holdings) شرکت سرمایه‌گذاری آمریکایی است، که در سال ۱۹۹۵ تأسیس شد.